# Парафіївська селищна рада
Парафіївська се́лищна ра́да — колишня адміністративно-територіальна одиниця в Ічнянському районі Чернігівської області з адміністративним центром у селищі міського типу Парафіївці; з 2015 року — орган місцевого самоврядування Парафіївської об'єднаної територіальної громади, однієї з п'яти перших у Чернігівській області.

## Загальні відомості
Парафіївська селищна рада утворена в 1924 році. До жовтня 2015 року мала такі кількісні характеристики:
- Територія ради: 61,863 км²
- Населення ради: 2 903 особи (станом на 2001 рік).

2015 року на базі п'яти місцевих рад (Парафіївської селищної, Іваницької сільської, Мартинівської сільської, Петрушівської сільської та Южненської сільської) утворилася Парафіївська селищна об'єднана територіальна громада з центром у смт Парафіївці, органом самоврядування в якій продовжує лишатися Парафіївська селищна рада (обрана у жовтні 2015 року за кількісно-представницьким принципом від населених пунктів, що перебували у складі попередніх рад на цій території).
На час проведення в жовтні 2015 року перших виборів до селищної ради Парафіївська об'єднана територіальна громада охоплювала:
- Територію — 289,13 км²
- Населення — 6023 особи, у тому числі
  - дітей шкільного віку — 668
  - дошкільнят — 299
- Інфраструктура:
  - шкіл — 3
  - закладів культури — 6
  - дитячих садків — 5
  - лікарень — 1
  - медичних амбулаторій — 2
  - ФАПів — 4

## Населені пункти
До 2015 року селищній раді були підпорядковані населені пункти:
- смт Парафіївка
- с-ще Лугове
- с-ще Софіївка

З жовтня 2015 року Парафіївській селищній раді як адмінцентру об'єднаної територіальної громади підпорядковуються населені пункти:
| Ради                               | Населені пункти | Чисельність населення (на 1 січня 2015 року), осіб | Відстань до адмінцентру |
| ---------------------------------- | --------------- | -------------------------------------------------- | ----------------------- |
| Парафіївська селищна рада          | смт Парафіївка  | 2427                                               | -                       |
| Парафіївська селищна рада          | с-ще Лугове     | 16                                                 | 4                       |
| Парафіївська селищна рада          | с-ще Софіївка   | 57                                                 |                         |
| Колишня Іваницька сільська рада    | с. Іваниця      | 1454                                               | 14                      |
| Колишня Іваницька сільська рада    | с. Загін        | 53                                                 | 22                      |
| Колишня Іваницька сільська рада    | с. Зоцівка      | 70                                                 | 18                      |
| Колишня Іваницька сільська рада    | с. Ковтунівка   | 39                                                 | 10                      |
| Колишня Іваницька сільська рада    | с. Купина       | 114                                                | 8                       |
| Колишня Мартинівська сільська рада | с. Мартинівка   | 477                                                | 12                      |
| Колишня Мартинівська сільська рада | с. Хаїха        | 11                                                 | 6                       |
| Колишня Петрушівська сільська рада | с. Петрушівка   | 182                                                | 2                       |
| Колишня Петрушівська сільська рада | с. Власівка     | 111                                                | 1                       |
| Колишня Петрушівська сільська рада | с-ще Качанівка  | 45                                                 | 3                       |
| Колишня Петрушівська сільська рада | с. Проліски     | 5                                                  | 5                       |
| Колишня Петрушівська сільська рада | с-ще Шевченка   | 5                                                  | 4                       |
| Колишня Южненська сільська рада    | с. Южне         | 974                                                | 7                       |
| Колишня Южненська сільська рада    | с. Лисогори     | 12                                                 | 13                      |
| Колишня Южненська сільська рада    | с. Боярщина     | 9                                                  | 11                      |

## Склад ради
Рада складається з 22 депутатів та голови.
- Голова ради: Петруша Галина Леонідівна
- Секретар ради: Семеліт Олена Олексіївна

### Керівний склад попередніх скликань
| Прізвище, ім'я, по батькові  | Основні відомості                                                                    | Дата обрання | Дата звільнення |
| ---------------------------- | ------------------------------------------------------------------------------------ | ------------ | --------------- |
| Карпенко Валентина Федорівна | Селищний голова, 1947 року народження, освіта вища, член Української Народної Партії | 26.03.2006   | 31.10.2010      |
| Карпенко Валентина Федорівна | Селищний голова, 1947 року народження, освіта вища, член Української Народної Партії | 31.10.2010   | 20.11.2020      |
| Петруша Галина Леонідівна    | Селищний голова, 1963 року народження, освіта вища                                   | 20.11.2020   |                 |

Примітка: таблиця складена за даними сайту Верховної Ради України

### Депутати VI скликання
За результатами місцевих виборів 2010 року депутатами ради стали:

#### За суб'єктами висування
| Суб'єкт висування | Кількість обраних депутатів | %  |
| ----------------- | --------------------------- | -- |
| Народна партія    | 15                          | 75 |
| Самовисування     | 3                           | 15 |
| Партія регіонів   | 2                           | 10 |

#### За округами
| № округу        | Прізвище, ім'я, по батькові       | Дата визнання обраним | Освіта             | Партійна приналежність | Відомості про обраного депутата                                                     |
| --------------- | --------------------------------- | --------------------- | ------------------ | ---------------------- | ----------------------------------------------------------------------------------- |
| Народна Партія  |                                   |                       |                    |                        |                                                                                     |
| 1               | Котляр Людмила Михайлівна         | 01.11.2010            | вища               | член Народної партії   | Парафіївська районна лікарня, головний лікар                                        |
| 2               | Щербина Вікторія Олексіївна       | 01.11.2010            | середня            | позапартійна           | ВАТ «Блок Агросвіт», бухгалтер                                                      |
| 3               | Калашник Ніна Олексіївна          | 01.11.2010            | вища               | позапартійна           | пенсіонер                                                                           |
| 4               | Міщенко Іван Михайлович           | 01.11.2010            | середня            | позапартійний          | МПП «Імос», головний бухгалтер                                                      |
| 5               | Іванюта Валентина Пантеліївна     | 01.11.2010            | вища               | член Народної партії   | ТОВ «ПУЕІК», завідувач                                                              |
| 7               | Музиченко Володимир Анатолійович  | 01.11.2010            | середня            | член Народної партії   | ЗАТ «Кремінь», завідувач автогаражем                                                |
| 9               | Гордієнко Тетяна Іванівна         | 01.11.2010            | вища               | позапартійна           | ВАТ «Блок агросвіт», технолог                                                       |
| 12              | Петруша Галина Леонідівна         | 01.11.2010            | вища               | член Народної партії   | Парафіївська загальноосвітня школа І-ІІІ ст., директор                              |
| 13              | Гавриленко Аліна Олександрівна    | 01.11.2010            | середня            | член Народної партії   | ЗАТ «Кремінь», бухгалтер                                                            |
| 14              | Тарабун Олександр Васильович      | 01.11.2010            | середня            | позапартійний          | ЗАТ «Кремінь», керівник відділу збуту                                               |
| 16              | Нестеренко Олександр Миколайович  | 01.11.2010            | середня спеціальна | член Народної партії   | НІКЗ «Качанівка», завідувач відділу обслуговування техніки                          |
| 17              | Мороз Ніна Олексіївна             | 01.11.2010            | вища               | позапартійна           | Парафіївська загальноосвітня школа І-ІІІ ст., заступник директора з виховної роботи |
| 18              | Козін Ніна Павлівна               | 01.11.2010            | вища               | член Народної партії   | ВАТ «Блок Агросвіт», головнийбухгалтер                                              |
| 19              | Гавриленко Володимир Анатолійович | 01.11.2010            | середня спеціальна | член Народної партії   | ЗАТ «Кремінь», технік будівельник                                                   |
| 20              | Дорошенко Юрій Анатолійович       | 01.11.2010            | вища               | член Народної партії   | ЗАТ «Кремінь», заступник голови правління                                           |
| Партія регіонів |                                   |                       |                    |                        |                                                                                     |
| 10              | Оніщенко Алла Іванівна            | 01.11.2010            | середня            | член Партії регіонів   | Парафіївська музична школа, викладач музики                                         |
| 15              | Єрмак Людмила Іванівна            | 01.11.2010            | середня спеціальна | позапартійна           | Парафіївська РЛ, медсестра                                                          |
| Самовисування   |                                   |                       |                    |                        |                                                                                     |
| 6               | Пилипенко Ольга Анатоліївна       | 01.11.2010            | вища               | позапартійна           | Парафіївська селищна рада, бухгалтер                                                |
| 8               | Яресько Галина Іванівна           | 01.11.2010            | середня            | позапартійна           | пенсіонер                                                                           |
| 11              | Семеліт Олена Олексіївна          | 01.11.2010            | середня            | позапартійна           | Парафіївська селищна рада, секретар                                                 |